# تشيتشكلوي حاجي آغا
تشيتشكلوي حاجي آغا هي قرية في مقاطعة أرومية، إيران. عدد سكان هذه القرية هو 160 في سنة 2006.